# Florentino Asensio Barroso
Florentino Asensio Barroso (16 de outubro de 1877 – 9 de agosto de 1936) foi um prelado católico espanhol que serviu como Administrador Apostólico da Diocese de Barbastro-Monzón. Ele serviu como capelão das Irmãzinhas dos Pobres e dos Servos de Jesus como padre. Ele foi consagrado bispo em 1935 e morto em 1936 durante a Guerra Civil Espanhola.
Sua nomeação como administrador foi contestada, e ele foi logo capturado e torturado. Em meados de 1936 ele foi morto a tiros.
Foi beatificado em 1997, depois de ter sido determinado que foi morto por ódio à fé.

## Vida
Florentino Asensio Barroso nasceu em 16 de outubro de 1877 em Valladolid, filho de pais pobres. Ele fez sua Primeira Comunhão em 1º de maio de 1887 e seus primeiros votos como agostiniano em 1888, mas foi desencorajado a continuar nessa ordem e encaminhado para o seminário diocesano.
Depois de um ano de estudos lá, ele recebeu as ordens menores em 1889. Ele foi ordenado subdiácono em 22 de setembro de 1900 e diácono em 22 de dezembro de 1900. Foi ordenado sacerdote em 1º de junho de 1901 pelo Bispo Auxiliar de Valladolid. Ele obteve um doutorado em teologia na Pontifícia Universidade de Valladolid e depois lecionou lá por um breve período.
Ele serviu como pároco em Villaverde de Medina até 1902, quando se tornou assistente pessoal de José María Justo Cos y Macho, Arcebispo de Valladolid. De 1902 a 1917 foi confessor do seminário de Valladolid. Ele também serviu como confessor de várias congregações e mosteiros de 1920 a 1935. Em 1925 ele ensinou catecismo para adultos.
Ele era muito respeitado por seu zelo pastoral ao lidar com os doentes e os pobres. Em 1935, o Núncio Apostólico na Espanha, Federico Tedeschini, recomendou-o ao Papa Pio XI como candidato à nomeação episcopal como administrador apostólico da Diocese de Barbastro. Em 11 de novembro de 1935, o Papa Pio o nomeou bispo titular de Euroea em Epiro e administrador apostólico de Barbastro. Recebeu a consagração episcopal em 26 de janeiro de 1936 de Remigio Gandásegui y Gorrochátegui, Arcebispo de Valladolid, e foi empossado em 8 de março de 1936.
Barroso foi preso na residência episcopal em 22 de julho de 1936 durante o início da Guerra Civil Espanhola. Na noite de 8 de agosto, ele foi levado para confinamento solitário em Barbastro e foi interrogado a ponto de ter seus genitais cortados. Em 9 de agosto, ele foi morto com três tiros.
Junto com outros detentos mortos, seu corpo foi levado para um cemitério em um caminhão e jogado em uma vala comum por volta das 2h. Após o fim da guerra, seus restos mortais foram facilmente identificados com base nas iniciais que marcavam suas roupas íntimas. Seu corpo foi submetido a uma autópsia em 16 de abril de 1993.

## Beatificação

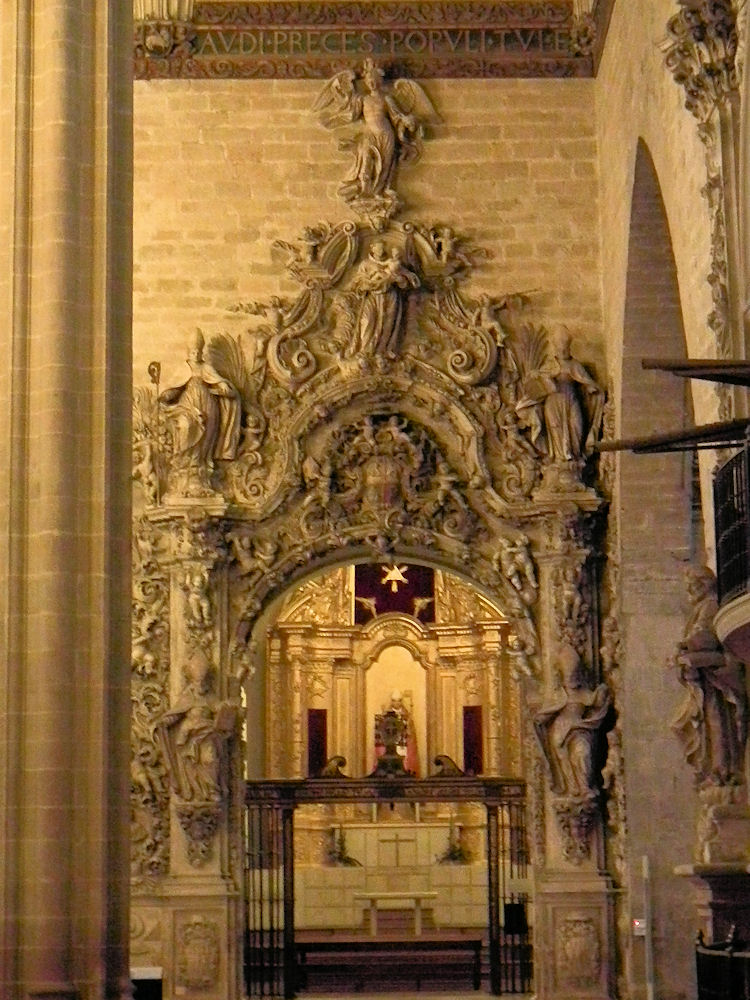
Capela da Catedral de Barbastro onde se encontra seu corpo.

O processo local de beatificação começou em Barbastro em 20 de maio de 1947, com o acúmulo de depoimentos de testemunhas, além de todos os documentos que sustentavam o fato de que ele foi morto por ódio à fé. Este processo local foi concluído em 30 de abril de 1952. A causa de Barroso foi formalmente aberta em 3 de janeiro de 1953, concedendo-lhe o título de Servo de Deus. Foi ratificado em 4 de outubro de 1991 para que a causa pudesse prosseguir.
A Positio foi submetida ao Dicastério para as Causas dos Santos em Roma em 1993 e seu martírio foi aprovado em 31 de janeiro de 1997. Isso permitiu que o Papa João Paulo II celebrasse sua beatificação em 4 de maio de 1997.